# Burgonyabogár
A burgonyabogár (Leptinotarsa decemlineata) a rovarok (Insecta) osztályának bogarak (Coleoptera) rendjébe, ezen belül a mindenevő bogarak (Polyphaga) alrendjébe és a levélbogárfélék (Chrysomelidae) családjába tartozó faj. Egyéb nevei: krumplibogár vagy kolorádóbogár.

## Előfordulása
A burgonyabogár őshazája valószínűleg Mexikó északi része és Új-Mexikó állam területe volt, eredeti tápnövényei a csucsor (Solanum) nemzetségbe tartozó szárazságkedvelő gyomnövények (Solanum rostratum, Solanum cornutum, Solanum carolinense stb.) lehettek. E területeken a kevés csapadék miatt igen magas volt a bogarak természetes mortalitása, így a faj nem számított gyakorinak. Később, a 19. század közepén a Sziklás-hegység mentén északabbra vonuló mexikói telepesek közvetítésével terjedt el az Amerikai Egyesült Államok északabbi részein. Feltehetőleg Nebraska államban találkozhatott a burgonyával, amit akkor már egy ideje termesztettek azon a vidéken. Új tápnövényén rohamos szaporodásnak indult, s bár a század derekán az előfordulása még csak a Sziklás-hegység közelében fekvő államokra korlátozódott, 1865-ben már tömeges méretű előfordulását dokumentálták. 1874-re érték el az Atlanti-óceán partjait, 1876-ban pedig már Európába induló hajók rakományaiban is felfedezték.
Első európai előfordulását 1877-ben regisztrálták a németországi Mülheim bei Köln (ma Köln része) közelében fekvő burgonyatáblákon. Akkor még – komoly erőfeszítések árán – sikerült kiirtani, csakúgy, mint tíz évvel későbbi, ugyancsak németországi felbukkanásakor. A 20. század első éveitől kezdve szórványosan már más európai országokban is felbukkant. Végleges megtelepedése az európai földrészen 1922-ben történt, amikor Bordeaux környékén egy olyan kiterjedésű gócát fedezték fel, amit már nem tudtak kiirtani. Ma már a faj a világon mindenütt előfordul, ahol gazdanövényeit – főként a krumplit – termesztik. Minden igyekezet ellenére sem sikerült gátat vetni e kártevő rovar terjedésének.
Érdekesség, hogy a gyakori felfogás szerint a faj terjeszkedése Colorado államból indult ki, ezért számos nyelvben – így a magyarban is – kolorádóbogárnak nevezték el (angolul Colorado beetle, Colorado potato beetle).

## Megjelenése
A kifejlett bogár 9–12 milliméter hosszú és 4–7 milliméter széles, ovális alakú; hátoldala erősen domború. A repülésre alkalmas egy pár recés szárnyat kemény kitinpáncél szárnyfedők takarják. Ezek élénksárgák, öt-öt fekete csíkkal, innen is a latin neve: decemlineata, ami ’tízcsíkos’-at jelent. A csíkok olykor középtájon összeérhetnek, ily módon H alakú mintát képezve, illetve néha a szomszédos sávok teljes hosszukban is összeolvadhatnak. A lárva hossza az utolsó, bábozódás előtti stádiumban elérheti a 15 millimétert is. A báb narancsvörös, narancssárga vagy okkersárga, 7–9 milliméter hosszú.

## Életmódja
A burgonyabogár egész nyáron aktív, télire beássa magát a földbe, átaludva ezt az évszakot (csak az imágó tud áttelelni). Miután tavasszal a felszínre jött, először fiatal növényeken kezd táplálkozni, utána indul meg a peterakás időszaka; a nőstények petéiket a tápnövény leveleinek fonákára helyezik, átlagosan 20-30 darabból álló petecsomókban. A kikelő lárvák többnyire csoportosan rágnak, míg a kifejlett bogarak többnyire magányosan élnek. Hazánkban évi két nemzedék fejlődik ki, a mediterrán éghajlatú országokban évente három nemzedék is kifejlődhet, tőlünk északabbra viszont jobbára csak egy-egy nemzedéke tud kifejlődni évenként. Nemcsak a lárva, de a kifejlett bogár is igen súlyos kártevő, hiszen a bogarak az érési táplálkozásuk alatt 2-3-szor annyit fogyasztanak, mint a lárvák egész fejlődésük alatt. A burgonyabogár 1-2 évig él.
Legkedveltebb tápnövénye a burgonya, de előszeretettel fogyasztja más burgonyafélék levelét is. Teljes értékű tápnövénye még a padlizsán, a dinnyelevelű csucsor (Solanum heterodoxum) és a Solanum lacimiatum. Az imágók kártétele előfordulhat a paradicsomon és az ördögcérnán is, míg paprikán csak ritkán fordul elő. Kísérleti és megfigyelési adatok szerint szívesen táplálkozik a vadon termő burgonyafélék közül a nadragulyán és a beléndeken is, ezeken a teljes fejlődési szakasza végbemehet. Más vadon élő burgonyafélék legfeljebb az imágók számára nyújtanak táplálékot, a lárvák nem élnek meg rajtuk (ilyen például a csattanó maszlag), vagy éppen teljesen védettek a faj kártételével szemben (mint például a krajnai farkasbogyó (Scopolia carniolica) vagy a zsidócseresznye). A díszdohányok kivételével a dohányfajok és a petúnia ugyancsak ellenállóknak tekinthetők a burgonyabogár kártételével szemben.
Az állat rendkívüli genetikai változékonyságára, ezáltal a meglehetősen nagy alkalmazkodóképességére utal, hogy terjeszkedésének alig másfél évszázados időtartama ellenére már a 20. század második felére olyan földrajzi rasszai alakultak ki, amelyek akár több örökletes tulajdonságukban – így például tápnövény-specializációjukban – is eltérnek egymástól.

## Szaporodása
Az ivarérettséget hathetes korában éri el. A párzási időszak tavasz végétől késő nyárig tart. A nőstény, a 2500 petéjét 20-80-as csomókban rakja le, a növények levelein. A petéből való kifejlődés 10-14 napig tart. Kikelés után, a lárva pirosas-rózsaszínű fekete pettyekkel, később sárgává válik. Két-három hét alatt teljesen kifejlődik, ezután a földbe ássa magát és bebábozódik. Rögtön a kikelés után rágni kezd. Egy nyáron akár három generáció is kifejlődhet.

## Természetes ellenségei
Európában a burgonyabogárnak meglehetősen kevés ellensége fordul elő, bár a növényvédelmi kutatók sok potenciális ragadozó, illetve parazita állatfaj, sőt gombafaj alkalmazási lehetőségét vizsgálták. Az őshonos módon előforduló rovarfogyasztó kétéltűek, hüllők, madarak és emlősök némelyike – eltérő intenzitással – fogyasztja ugyan a burgonyabogarat, de állományukat a legjobb esetben is csak gyéríteni képesek. Magának a bogárnak mindössze három valódi élősködője van, a Doryphorophaga fürkészlégy-nem három faja (Doryphorophaga doryphorae, Doryphorophaga aberrans és Doryphorophaga australis), amelyek az őshazától kezdve követték a faj terjedését, hasonlóan a Podisus maculiventris nevű ragadozó poloskafajhoz. Az európai entomofág rovarok egy része – főleg egyes poloskák és fátyolkák – táplálkozik a burgonyabogarak petéiből vagy lárváiból, de hatásuk a kártevő bogár állományára nem jelentős.

## Érdekesség

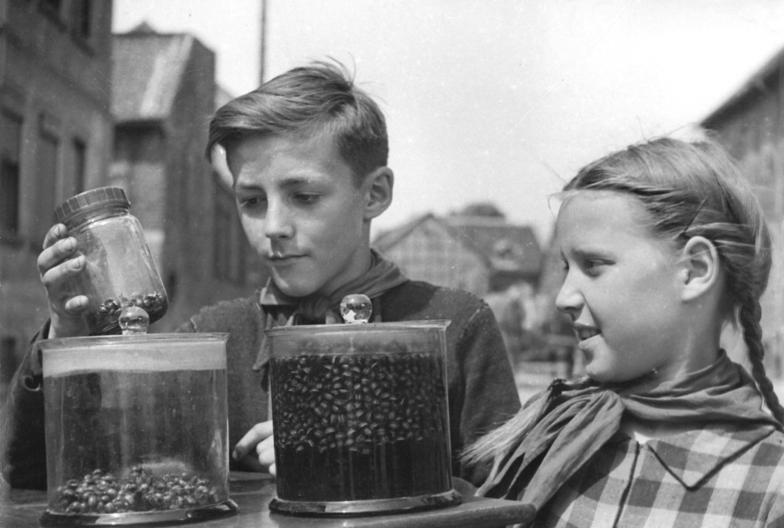
NDK-s úttörők burgonyabogarat gyűjtenek egy kampány során 1952-ben

Héderváron az 1990-es évek végén felavatták a magyarországi növényvédelem emlékművét, egy burgonyabogár szobrát, mivel ezen a településen észlelték a rovar első kártételét 1947-ben. Fiatal művészek filmet is készítettek az emlékmű felavatása kapcsán a burgonyabogár megjelenésének történetéről.
Az 1950-es évek elején a szovjet propaganda egyik fogása volt, miszerint a szovjet adminisztráció küzdelmet folytat a Német Demokratikus Köztársaság és Lengyelország területén a burgonyabogár ellen. Ezzel szemben az amerikaiak tömegesen szórják azt repülőgépekről a Balti-tenger körzetében – fertőzési céllal. A bogarakról olyan karikatúrák jelentek meg – az adott országokban – ahogy fegyverrel masíroznak, az utasításokat pedig személyesen Truman elnök és nyugat-európai politikusok adják ki nekik.<

## Képek

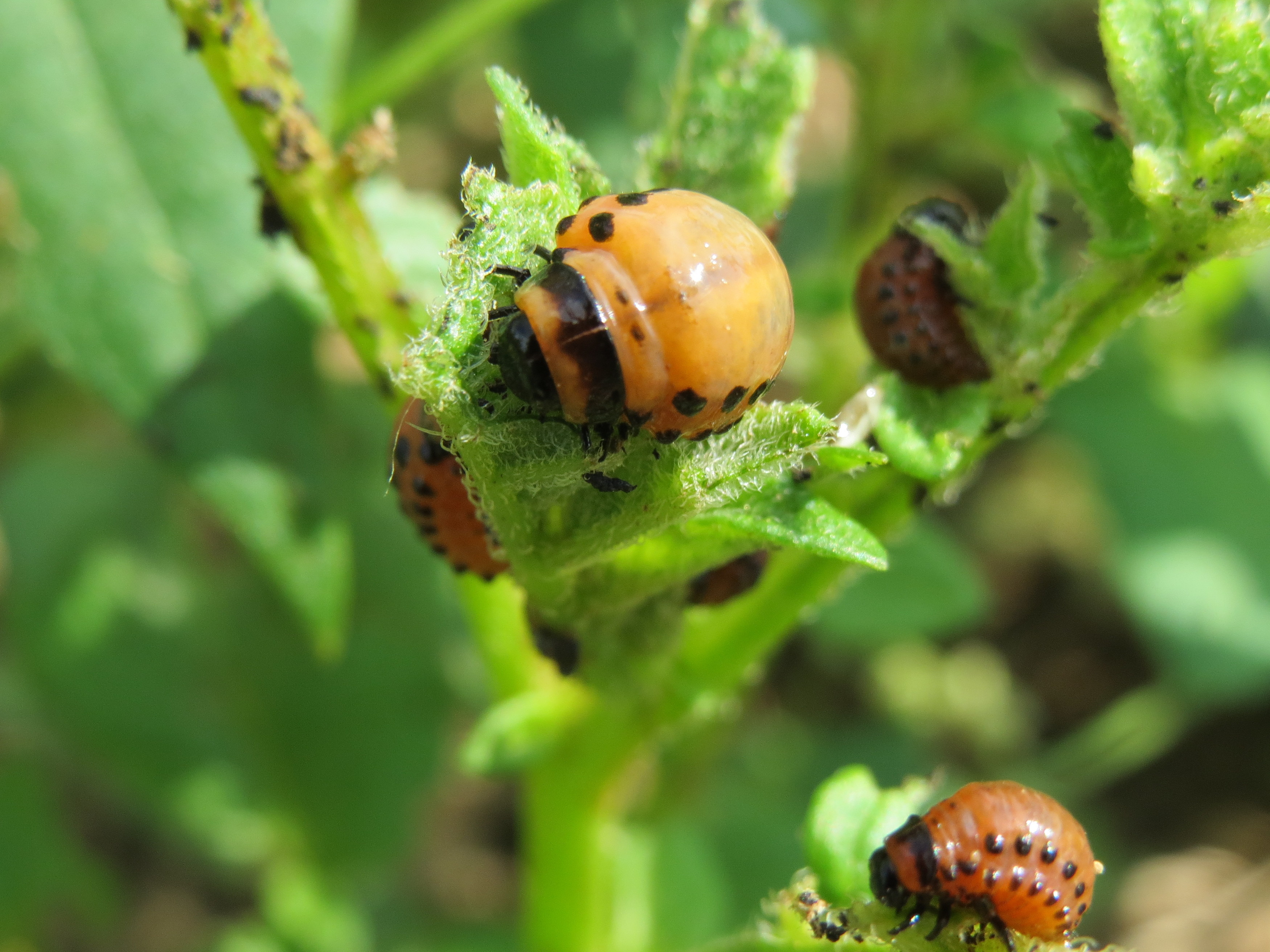
Krumplibogár lárvák...
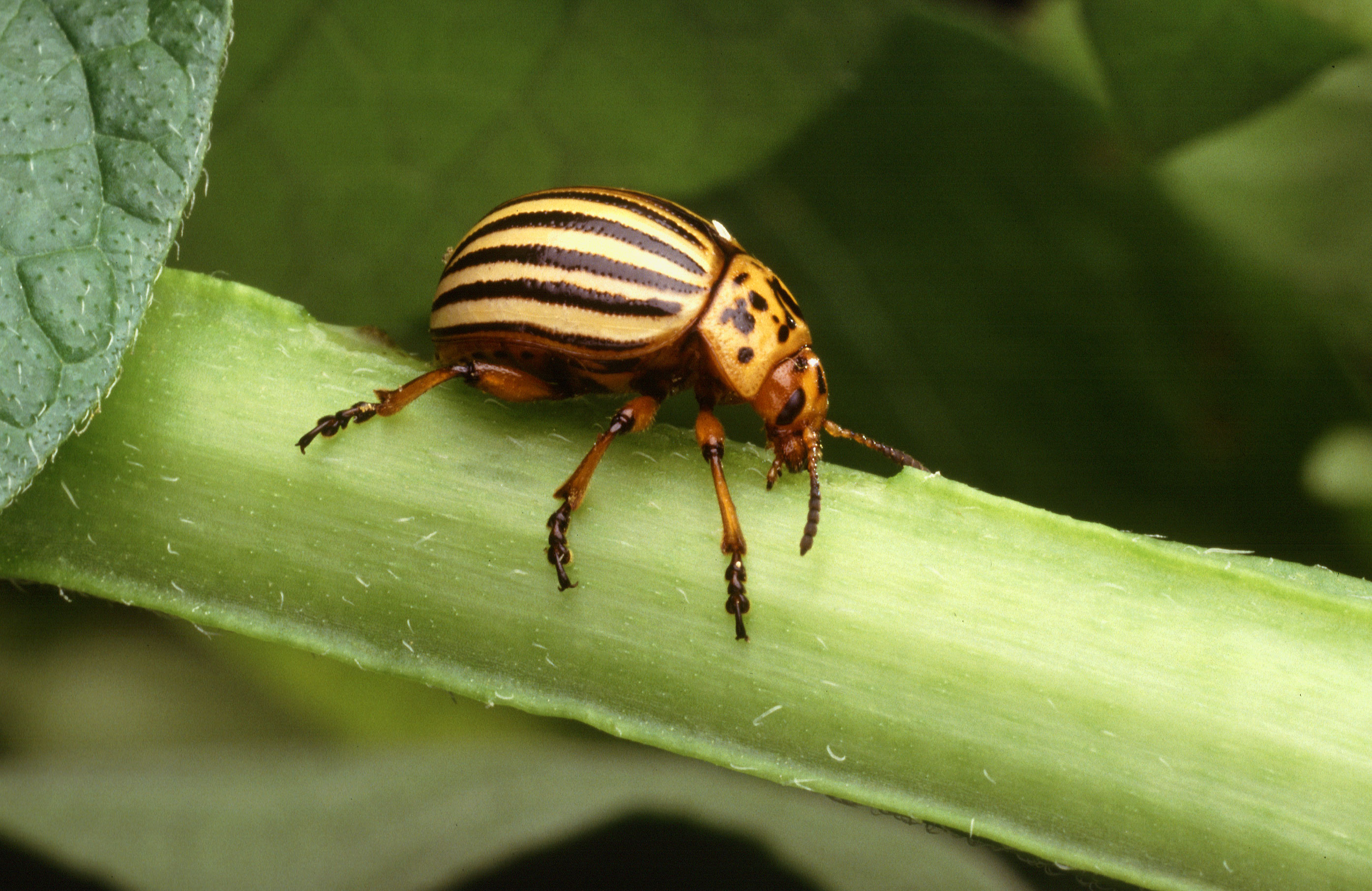
...és imágó
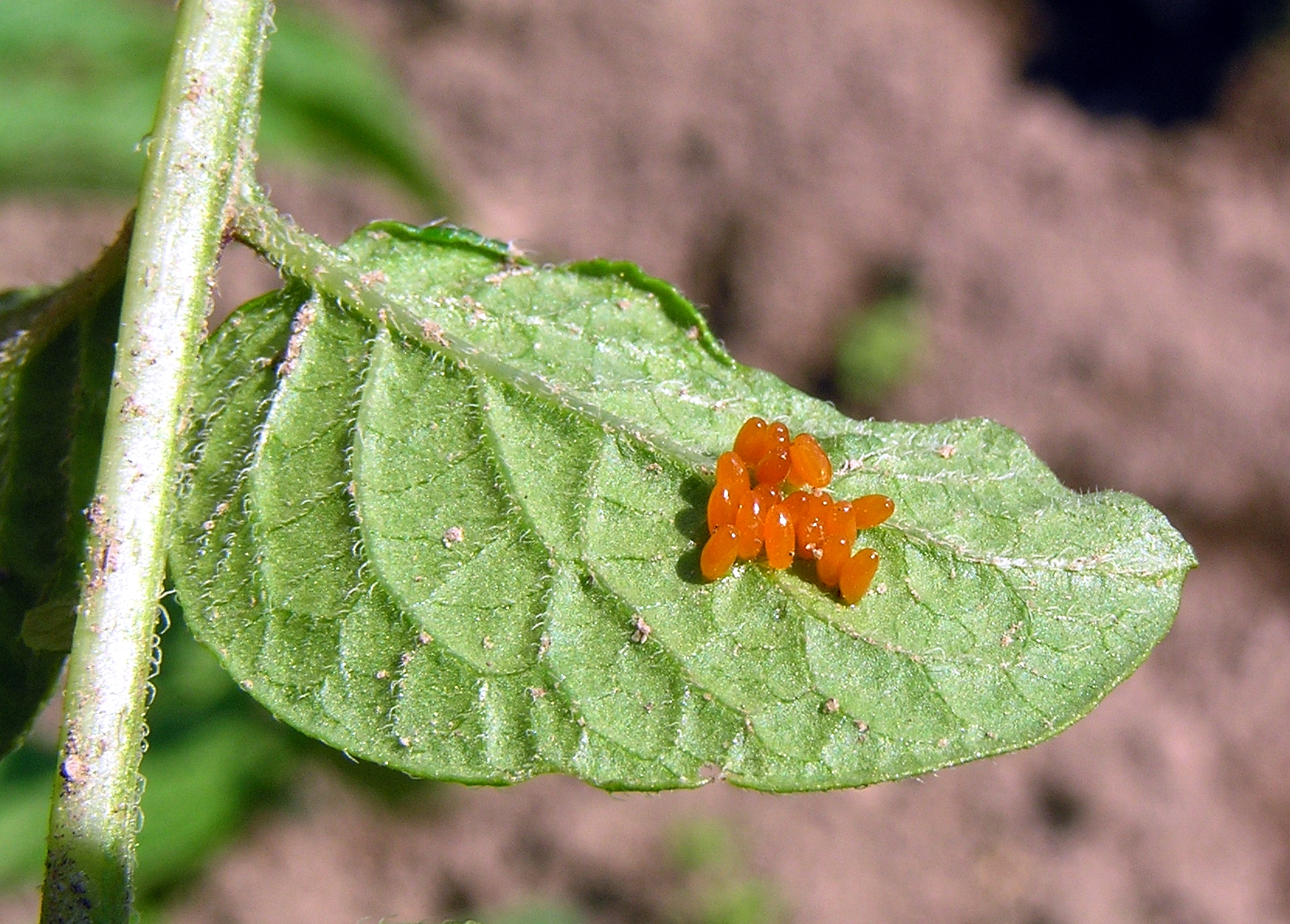
Krumplibogár peték, jellegzetesen a növény levelének alsó részén
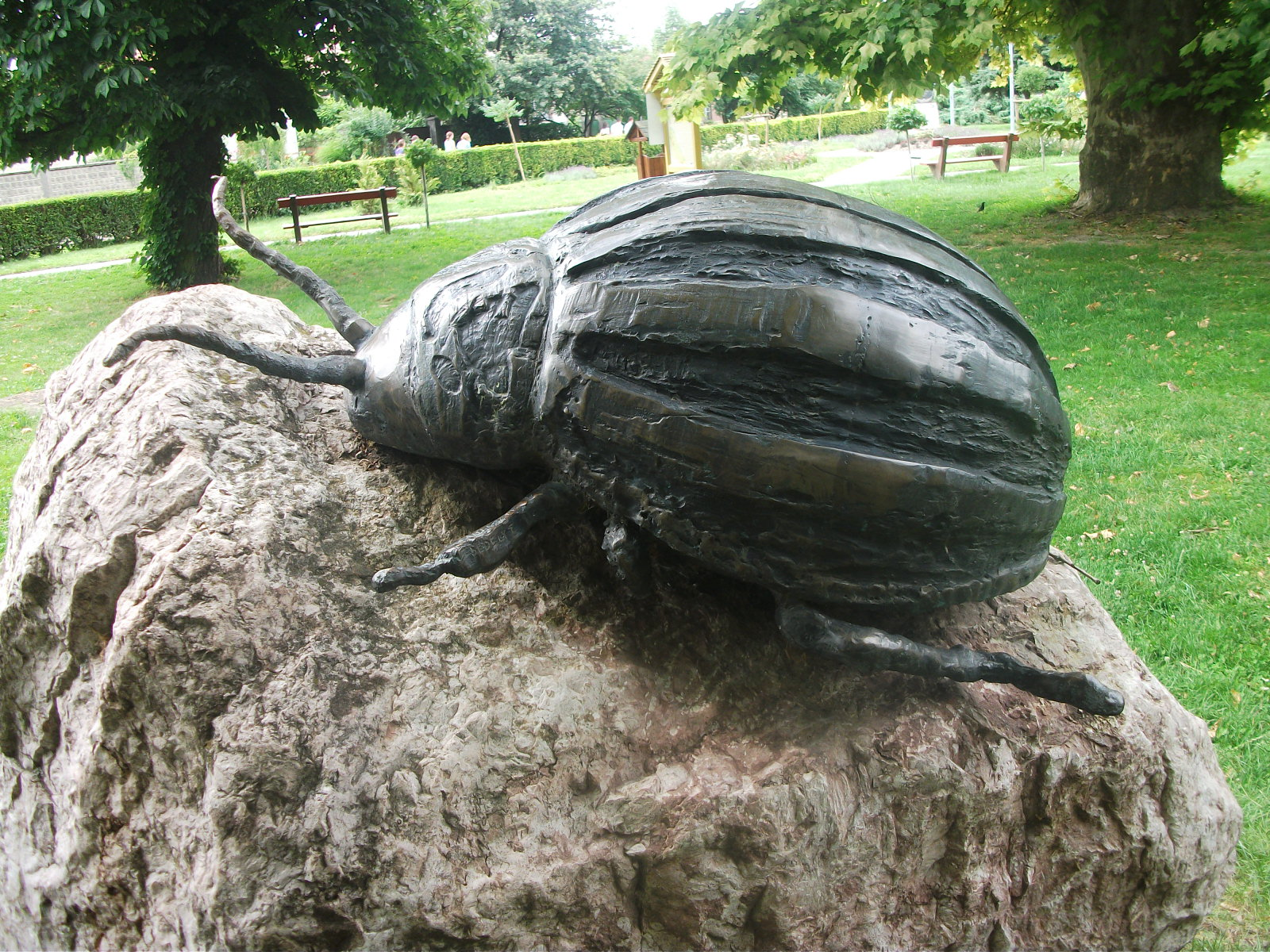
A hédervári krumplibogár-szobor